# 吉永町
吉永町（よしながちょう）は、かつて岡山県の南東部（和気郡）に位置し兵庫県と境を接していた町である。2005年3月22日、備前市、日生町との合併により新たに備前市となり、町役場は備前市役所吉永総合支所となっている。

## 地理
町の中央部を八塔寺川が北から南に貫流し、また町の南部を東から西へ金剛川が流れている。町の南西部で八塔寺川と金剛川が合流し、隣町の和気町で吉井川に注ぐ。合流地付近が町の中心であり小盆地を形成する。しかし大半は山林となっている。
名所として、町の中部に岡山藩主の墓地である「和意谷池田家墓所」があり、北部には「八塔寺ふるさと村」がある。

## 沿革
- 1889年（明治22年）6月1日 - 町村制施行に伴い、和気郡英保村が発足。
- 1948年（昭和23年）
  - 10月20日 - 和気郡英保村が町制を施行し英保町となる。
  - 11月1日 - 英保町が吉永町に改称。
- 1954年（昭和29年）3月1日 - 和気郡吉永町・神根村・三国村の1町2村が合併し新・吉永町となる。
- 2005年（平成17年）3月22日 - 備前市、和気郡日生町との対等合併により新・備前市となる。

## 教育
- 吉永町立吉永小学校
- 吉永町立神根小学校
- 吉永町立三国小学校
- 吉永町立吉永中学校

## 交通

### 鉄道
- 西日本旅客鉄道（JR西日本）
  - 山陽本線 ： 吉永駅

### 道路
高速道路
- 山陽自動車道（IC・JCT・SA・PAなし）

一般国道
なし
県道
- 主要地方道
  - 岡山県道46号和気笹目作東線
  - 兵庫県道・岡山県道90号赤穂佐伯線
  - 岡山県道・兵庫県道96号岡山赤穂線
- 一般県道
  - 岡山県道261号穂浪吉永停車場線
  - 岡山県道・兵庫県道368号吉永南光線
  - 岡山県道・兵庫県道385号高田上郡線…町内は全区間自動車通行不能。
  - 岡山県道404号都留岐吉永停車場線
  - 岡山県道426号多麻滝宮線

## 名所・旧跡・観光スポット・祭事・催事
- 八塔寺ふるさと村
- 八塔寺川ダム公園
- 田倉牛神社
- 和意谷池田家墓所
- 明石掃部介守重宅址
- 東山城 (備前国)
- 龍泉山